# ام‌وی وییلی
ام‌وی وییلی (به انگلیسی: MV Waily) یک کشتی است. این کشتی در سال ۱۹۸۳ ساخته شد.